# La Bastiglia
La Bastiglia (littéralement, en français, La Bastille) est une tour de guet et de défense construite au XIe siècle, près du château d'Arechi à Salerne, province de Salerne en Campanie,.

## Historique
La Bastiglia a été construite vers 1075 par le prince lombard Gisolf II de Salerne qui, pour préparer le siège de Robert Guiscard, fit construire plusieurs tours sur les collines environnantes dont La Bastea. 
Elle a été construite sur une colline plus haute que le château, afin de repousser les attaquants venant du nord et d'obtenir une vue plus large sur tout le golfe de Salerne. La structure est un bâtiment isolé, situé derrière le château d'Arechi, caractérisé par un plan circulaire avec une seule pièce intérieure située à 5 m au-dessus du sol, pour l'accès à laquelle des escaliers amovibles ont été utilisés. Dans la seconde moitié du XIXe siècle, cette structure commença une période d'abandon qui se termina en 2001 lorsqu'elle fut restaurée et ouverte au public par la province de Salerne.